# MW Весов
MW Весов (лат. MW Librae) — одиночная переменная звезда в созвездии Весов на расстоянии (вычисленном из значения параллакса) приблизительно 48972 световых лет (около 15015 парсеков) от Солнца. Видимая звёздная величина звезды — от +18,4m до +17,2m.

## Характеристики
MW Весов — пульсирующая переменная звезда типа RR Лиры (RRAB).